# Pierre-Claude Nivelle de La Chaussée
Pierre-Claude Nivelle de La Chaussée, född 14 februari 1692, död 14 maj 1754, var en fransk dramatiker.
La Chaussée gav med sin debutpjäs La fausse antipathie (1734) ett stilbildande möster för 1700-talets comédie larmoyante. I Le préjugé à la mode (1735) vände han sig mot det mondäna förlöjligandet av äktenskapslyckan. Pjäsens framgång tryggade La Chaussée en plats i Franska Akademien 1736. Genrens ställning befästes ytterligare med L'école des amis (1737) och Mélanide (1741).